# Lío Pecoraro
Lionel "Lío" Martín Pecoraro (Rosario, Santa Fe, 6 de septiembre de 1975)  es un periodista de espectáculos, locutor, notero y presentador argentino.

## Carrera
Recibido en el ISER, Pecoraro se hizo conocido en la televisión argentina, primero como notero del ciclo Alé, Alé, de Utilísima Satelital, y luego como conductor de diferentes programas, como fueron: Zona Virtual por el canal Magic Kids, VideoHit, primero, emitido por Plus Satelital, y luego por Metro, y el infomercial Hogar Shopping Club, por América Tv, junto a Nadia Polak y Fernando Piaggio. Al incursionar como periodista de espectáculos, participó como panelista en los siguientes programas: Minuto a Minuto, en Canal 26, Fort Night Show, en América TV, Informadísimos, con Carlos Monti y Verónica Varano por Ciudad Magazine, Cortá por Lozano, por Telefe y Todas Las Tardes con Maju Lozano por Canal 9. Como panelista participaba del programa A la Barbarossa por Telefe junto a Georgina Barbarossa y conduce el ciclo El Run Run del Espectáculo, junto a Fernando Piaggio, por Crónica TV.
En teatro debuta como actor con la obra Mi novia, mi novio y yo (2012), en  el Teatro Libertad de Villa Carlos Paz junto a Ricardo Fort, Adriana Salgueiro, Beatriz Salomón, Cristina del Valle, Jorge Martínez, Jacobo Winograd, Omar Calicchio, Jean Francois Casanovas, Roberto Antier, Claudia Ciardone, Gabriela Figueroa, Eduardo Espina, Benjamin Saavedra, Celeste Muriega, Jonathan Conejeros y Lucas Heredia.
El 14 de octubre de 2020 a través de su cuenta de Instagram, Lionel reveló que padece de leucemia. Según relató, comenzó varios días atrás con dolor de espalda, malestar general, hipotensión y sangrado bucal, por lo que a través de chequeos de sangre y una punción lumbar, le diagnosticaron la enfermedad en el Sanatorio Finochietto. Actualmente se encuentra realizando su tratamiento en el Hospital de Clínicas José de San Martín. El 3 de noviembre de ese año, el parte médico informó que su salud se agravó, al punto de derivarlo a terapia intensiva, colocarle respirador artificial, y recibir transfusiones de sangre. Tres días después, Lionel despertó de la sedación, y regresó a Sala Común, para proseguir con el tratamiento. En abril de 2021, gracias a la compatibilidad con Laura, su hermana menor, Lionel recibió exitosamente, un trasplante de médula ósea, en la Fundación Favaloro. Actualmente, mientras transita su etapa de recuperación, realiza sus 2 trabajos televisivos, de Crónica TV y Canal 9, de manera remota, y próximamente retomará esas actividades de manera presencial.

## Televisión
- 1994: Atrapados por el ritmo
- 1999-2001: Alé, Alé
- 2001-2005: Zona Virtual
- 2001-2007: VideoHit
- 2007-2010:  Hogar Shopping Club
- 2010-2015: Informadísimos
- 2012: Infama
- 2012: Fort Night Show
- 2017-2018: Cortá por Lozano
- 2018-2020: Todas las tardes
- 2019-presente: El run run del espectáculo
- 2022-2024: A la Barbarossa

## Teatro
- 2012: Mi novia, mi novio y yo.